# Диалекты словенского языка

Карта распространения диалектных групп словенского языка:
Каринтийская группа диалектов
Гореньская группа диалектов
Приморская группа диалектов
Ровтарская группа диалектов
Доленьская группа диалектов
Штирийская группа диалектов
Паннонская группа диалектов

Диале́кты слове́нского языка́ (словен. slovenska narečja) — территориальные разновидности словенского языка, распространённые как на территории Словении, так и в приграничных со Словенией районах Австрии, Италии и Венгрии. Словенский диалектный ареал включает семь основных групп диалектов: каринтийскую, гореньскую, приморскую, ровтарскую, доленьскую, штирийскую и паннонскую. Особое место занимают смешанные кочевские говоры. Вместе с кайкавскими диалектами словенские диалекты образуют словенско-кайкавский непрерывный диалектный континуум.
Словенский язык является одним из самых диалектно дробных славянских языков, что объясняется длительным отсутствием у словенцев государственности и определяющей роли литературного языка; наличием политико-административных и церковных границ, пересекавших территорию словенских земель в феодальный период; особенностями природного ландшафта — наличием горных районов и заболоченных местами долин; контактами с носителями разных языков и диалектов, немецкого, фриульского, венетского, венгерского, а также кайкавского, чакавского и сербского штокавского.
Основой современного словенского литературного языка являются диалекты Крайны с центром в Любляне, гореньские и доленьские. Некоторые особенности, прежде всего, морфологические, взяты из периферийных диалектов, каринтийских и штирийских. Особые литературные нормы на словенских диалектах в разное время были созданы за пределами современной Словении — в Австрии (каринтийская), Италии (резьянская, венецианско-словенская) и Венгрии (прекмурская).

## Классификация

Диалекты словенского языка в составе диалектных групп

В составе словенского языка выделяют около 50 диалектов, объединяемых в семь групп:
- каринтийская группа:
  - зильский диалект:
    - краньскогорские говоры;

  - рожанский диалект;
  - обирский диалект;
  - подъюнский диалект;
  - межицкий диалект;
  - севернопохорско-ремшникский диалект;
- приморская группа:
  - резьянский диалект;
  - присочский (обсошский) диалект;
  - терский диалект;
  - надижский диалект;
  - брдинский (брдский, бришский) диалект;
  - нотраньский диалект;
  - красский диалект:
    - баньшицкие (баньшские) говоры;

  - истрийский диалект:
    - рижанские говоры;
    - шавринские говоры;

  - чишский диалект;
- ровтарская группа:
  - толминский диалект:
    - бачские (башские) говоры;

  - церкнский (церклянский) диалект;
  - полянский диалект;
  - шкофьелокский диалект;
  - чрноврхский (чрновршский) диалект;
  - хорьюлский диалект;
- гореньская группа:
  - гореньский диалект:
    - восточногореньские говоры;

  - селецкий (селцский, селшский) диалект;
- доленьская группа:
  - доленьский диалект:
    - восточнодоленьские говоры;

  - севернобелокрайнский диалект;
  - южнобелокрайнский диалект;
  - костельский (костелский) диалект;
- штирийская группа:
  - среднесавиньский диалект;
  - верхнесавиньский диалект:
    - солчавские говоры;

  - среднештирийский диалект;
  - южнопохорский диалект:
    - козьякские говоры;

  - козьянско-бизельский диалект;
  - посавский диалект:
    - загорско-трбовльские говоры;
    - севницко-кршкские говоры;
    - лашские (лашкские) говоры;
- паннонская группа:
  - прекмурский диалект;
  - горичанский (горицский) диалект;
  - прлекийский диалект;
  - халозский диалект;
- кочевские говоры.